# Alan Guth
Alan Harvey Guth, född den 27 februari 1947, är en teoretisk fysiker och kosmolog som bland annat bedrivit forskning på teorin om elementarpartiklar och hur denna kan tillämpas på det tidiga universumet. Guth är mest känd för sina insatser inom inflationsteorin och tog tillsammans med Alexei Starobinsky och Andrei Linde emot 2014 års Kavlipris i astrofysik för detta. 
Guth studerade och doktorerade i fysik vid Massachusetts Institute of Technology. Hans arbete inom inflationsteorin löste ett flertal problem inom kosmologin och det är i dag en accepterad teori. 